# Municipio de Bluffton (Arkansas)
El municipio de Bluffton (en inglés: Bluffton Township) es un municipio ubicado en el condado de Yell en el estado estadounidense de Arkansas. En el año 2010 tenía una población de 160 habitantes y una densidad poblacional de 1,84 personas por km².

## Geografía
El municipio de Bluffton se encuentra ubicado en las coordenadas 34°53′5″N 93°35′2″O / 34.88472, -93.58389. Según la Oficina del Censo de los Estados Unidos, el municipio tiene una superficie total de 86.77 km², de la cual 86,31 km² corresponden a tierra firme y (0,53 %) 0,46 km² es agua.

## Demografía
Según el censo de 2010, había 160 personas residiendo en el municipio de Bluffton. La densidad de población era de 1,84 hab./km². De los 160 habitantes, el municipio de Bluffton estaba compuesto por el 97,5 % blancos, el 0,63 % eran amerindios y el 1,88 % eran de una mezcla de razas. Del total de la población el 0 % eran hispanos o latinos de cualquier raza.